# Muscle droit latéral de la tête
Le muscle droit latéral de la tête est un muscle cervical antérieur profond latéro-vertébral. 
Il représente le premier muscle intertransversaire du cou.

## Description
Le muscle droit latéral de la tête est un muscle pair, court et plat.

## Origine
Le muscle droit latéral de la tête nait sur la branche antérieure du processus transverse de l'atlas.

## Insertion
Le muscle droit latéral de la tête se termine sur le processus jugulaire de l'os occipital.

## Innervation
Le muscle droit latéral de la tête est innervé par une branche du plexus cervical profond.

## Action
Le muscle droit latéral de la tête incline latéralement la tête.

## Galerie

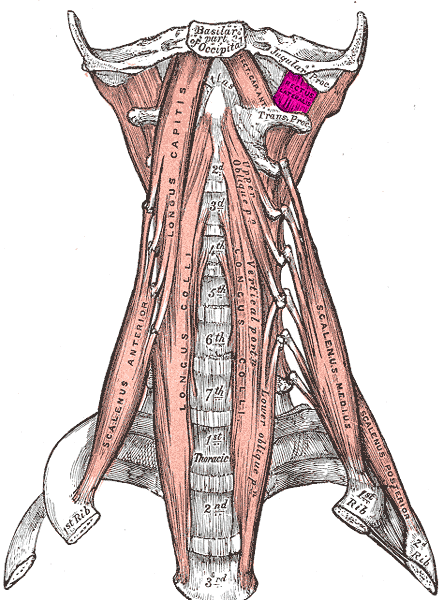
Les muscles droits latéraux de la tête.
Le crâne a été retiré (sauf l'os occipital).
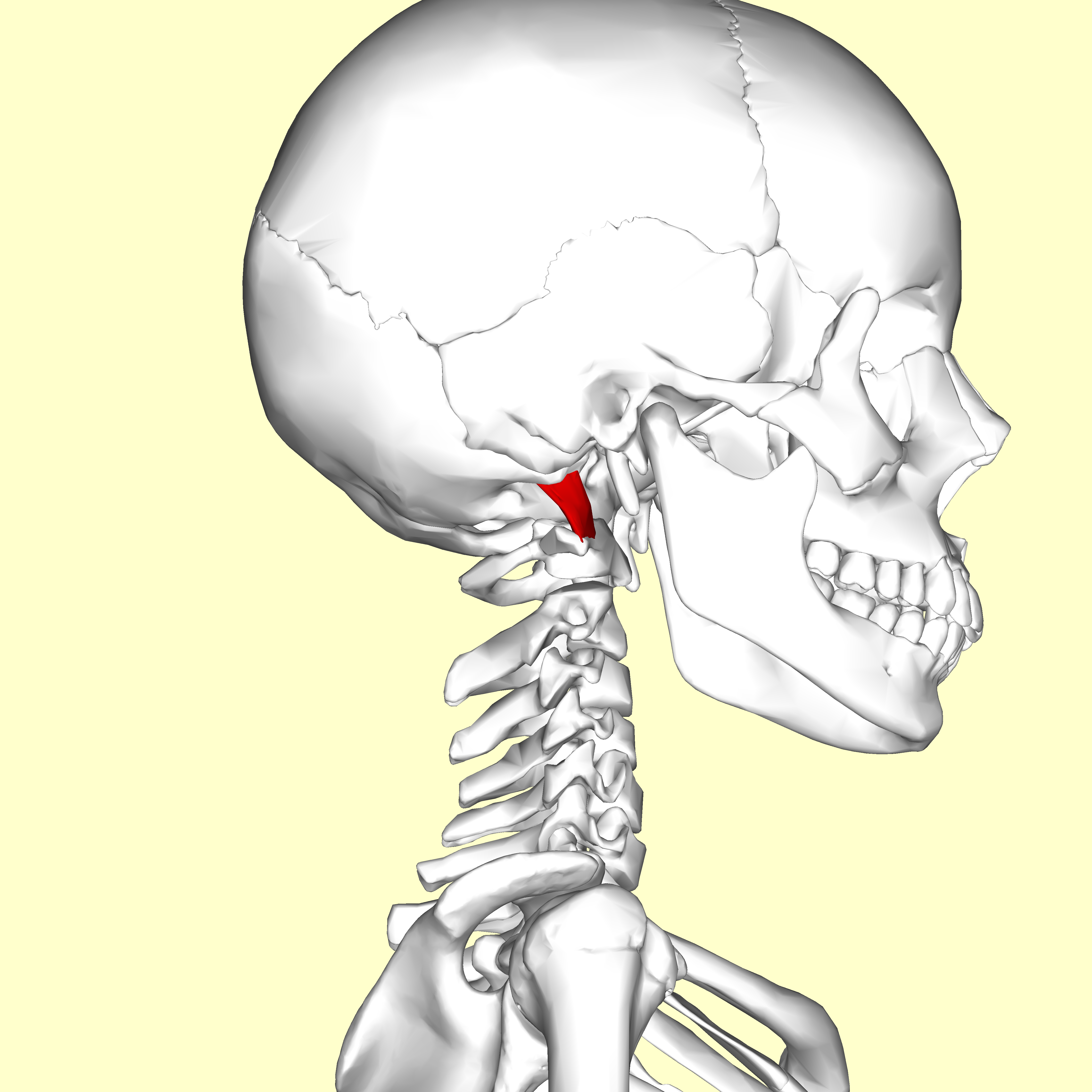
Vue latérale. Image fixe.
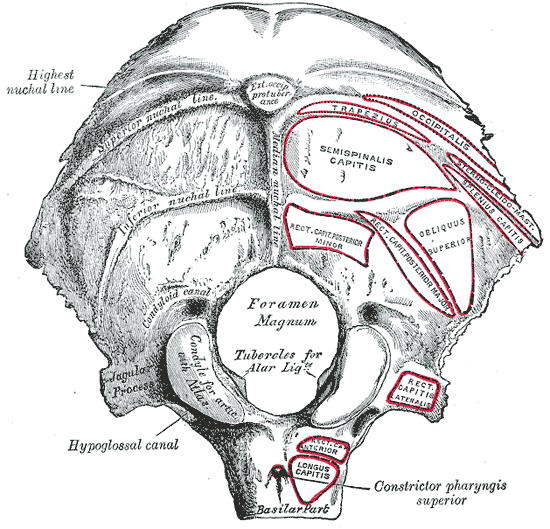
face externe de l'os occipital.
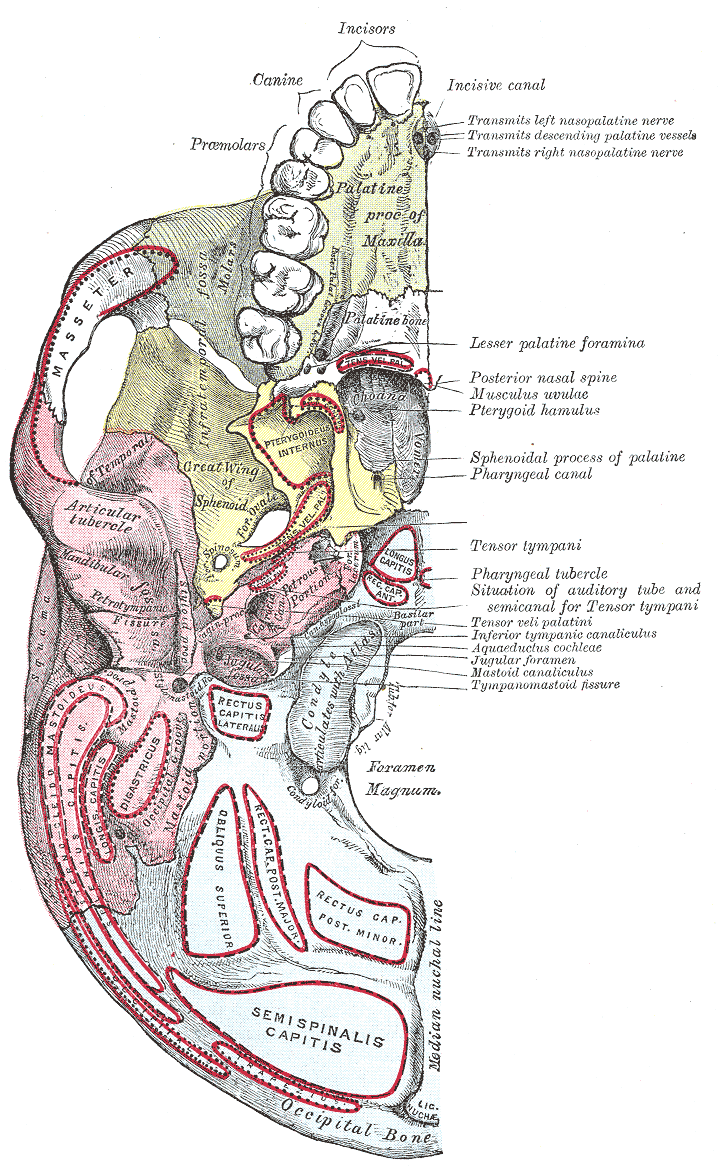
Base du crâne. Surface inférieure.